# Herniaria parnassica
Herniaria parnassica är en nejlikväxtart. Herniaria parnassica ingår i släktet knytlingar, och familjen nejlikväxter.

## Underarter
Arten delas in i följande underarter:
- H. p. cretica
- H. p. parnassica